# Sharp-Syndrom
Als Sharp-Syndrom, Mischkollagenose oder MCTD (mixed connective tissue disease) bezeichnet man eine mild verlaufende Kollagenose mit einer Mischung aus Lupus erythematodes, progressiver systemischer Sklerodermie (PSS), Polymyositis und rheumatoider Arthritis (RA). Antinukleäre Antikörper (ANA), insbesondere Anti-U1-RNP-Antikörper, sind nachweisbar. Die Krankheit wurde 1972 von dem amerikanischen Internisten Gordon C. Sharp erstmals beschrieben.